# 第70回国民体育大会

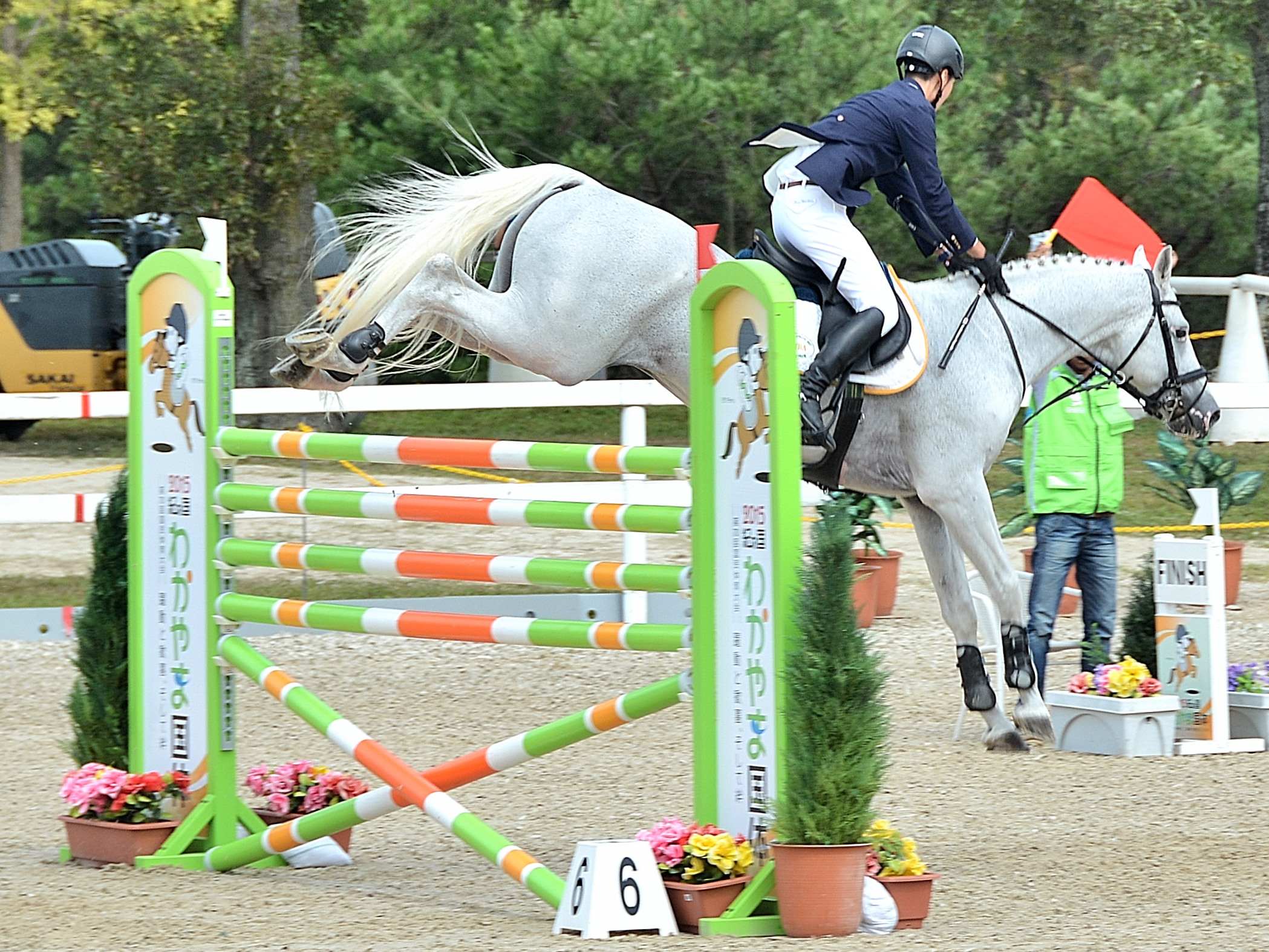
馬術競技（兵庫県三木市）

第70回国民体育大会（だい70かいこくみんたいいくたいかい）は2015年に開催された国民体育大会である。
冬季大会は「きらめいて 雪と氷の風となれ」のスローガンで群馬県において開催（2015ぐんま冬国体）された。
秋季の本大会は和歌山県で開催され、愛称「2015紀の国わかやま国体」、「躍動と歓喜、そして絆」をスローガンに実施された。和歌山県での開催は1971年の第26回国民体育大会（黒潮国体）以来44年ぶり。
大会閉会後には10月24日から第15回全国障害者スポーツ大会「紀の国わかやま大会」が開催された。

## 大会概要
| 季     | 期間                    | 開催地           | 競技数 | 参加者数 | 種目                             | マスコット          |
| ------ | ----------------------- | ---------------- | ------ | -------- | -------------------------------- | ------------------- |
| 冬     | 2015年1月28日 - 2月1日  | 群馬県           | 2      |          | スケート・アイスホッケー         | ぐんまちゃん        |
| 冬     | 2015年2月20日 - 2月23日 | 群馬県           | 1      |          | スキー                           | ぐんまちゃん        |
| 本大会 | 2015年9月9日 - 9月13日  | 大阪府門真市     | (1)    |          | 飛込・シンクロナイズドスイミング | きいちゃん          |
| 本大会 | 2015年9月27日 - 9月30日 | 滋賀県大津市     | 1      |          | ボート                           | きいちゃん          |
| 本大会 | 2015年10月1日 - 10月5日 | 兵庫県三木市     | 1      |          | 馬術                             | きいちゃん          |
| 本大会 | 2015年10月2日 - 10月4日 | 神奈川県伊勢原市 | 1      |          | クレー射撃                       | きいちゃん クルリン |
| 本大会 | 2015年9月6日 - 13日     | 和歌山県         | 34     |          | 会期前競技 （下述参照）          | きいちゃん          |
| 本大会 | 2015年9月26日 - 10月6日 | 和歌山県         | 34     | 本大会   |                                  | きいちゃん          |
| 合 計  | 合 計                   | 合 計            | 39     |          |                                  |                     |

- 和歌山県内で行われる競泳、ゴルフ、カヌー競技（9月6-13日）と、競技施設の都合で越県開催となる飛び込み、シンクロナイズドスイミングは「会期前競技」。
- またボート、馬術、クレー射撃も競技施設の関係で越県開催となる。

## 冬季大会
第70回国民体育大会冬季大会は、群馬県を開催地として行われた。テーマは「2015ぐんま冬国体」、スローガンは「きらめいて　雪と氷の風となれ」。

### スケート競技会・アイスホッケー競技会
第70回国民体育大会冬季大会スケート競技会・アイスホッケー競技会は、1月28日～2月1日に群馬県前橋市、渋川市、高崎市で行われた。

### スキー競技会
第70回国民体育大会冬季大会スキー競技会は、2月20日～23日に群馬県片品村で行われた。

### 実施競技・会場一覧
群馬県内の4市村で3競技が実施された。
| 競技名         | 競技名                                                                     | 開催地        | 会場                                                  |
| -------------- | -------------------------------------------------------------------------- | ------------- | ----------------------------------------------------- |
| スケート       | スピード                                                                   | 渋川市        | 群馬県総合スポーツセンター伊香保リンク                |
| スケート       | フィギュア                                                                 | 前橋市        | 群馬県総合スポーツセンターアイスアリーナ              |
| スケート       | ショートトラック                                                           | 前橋市        | 群馬県総合スポーツセンターアイスアリーナ              |
| アイスホッケー | アイスホッケー                                                             | 高崎市 渋川市 | ニューサンピア 群馬県総合スポーツセンター伊香保リンク |
| スキー         | ジャイアントスラローム                                                     | 片品村        | 四季の森ホワイトワールド尾瀬岩鞍                      |
| スキー         | スペシャルジャンプ                                                         | 片品村        | 片品シャンツェ                                        |
| スキー         | コンバインド                                                               | 片品村        | 片品シャンツェ                                        |
| スキー         | 尾瀬ほたか高原スポーツパーク・クロスカントリーコース（武尊牧場スキー場内） | 片品村        |                                                       |
| スキー         | クロスカントリー                                                           | 片品村        |                                                       |

## 本大会

### 実施競技・会場一覧
今大会より本大会の実施競技見直しが図られ、正式競技（毎年開催）34、正式競技（隔年開催）2、開催地選択競技1となった。また高校野球は特別競技となっている。
正式競技
| 競技・種目名         | 競技・種目名                 | 開催地           | 会場                                                                                        |
| -------------------- | ---------------------------- | ---------------- | ------------------------------------------------------------------------------------------- |
| 陸上競技             | 陸上競技                     | 和歌山市         | 紀三井寺運動公園陸上競技場                                                                  |
| 水泳                 | 競泳                         | 和歌山市         | 秋葉山公園県民水泳場                                                                        |
| 水泳                 | 水球                         | 和歌山市         | 秋葉山公園県民水泳場                                                                        |
| 水泳                 | 飛込                         | 大阪府門真市     | なみはやドーム                                                                              |
| 水泳                 | シンクロナイズドスイミング   | 大阪府門真市     | なみはやドーム                                                                              |
| サッカー             | 成人男子                     | 橋本市           | 橋本市運動公園多目的グラウンド                                                              |
| サッカー             | 成人男子                     | 紀の川市         | 桃源郷運動公園陸上競技場                                                                    |
| サッカー             | 少年男子                     | 田辺市           | 南紀スポーツセンター陸上競技場                                                              |
| サッカー             | 少年男子                     | 上富田町         | 上富田スポーツセンター球技場・多目的グラウンドＢコート                                      |
| サッカー             | 女子                         | 新宮市           | やたがらすサッカー場                                                                        |
| サッカー             | 女子                         | 串本町           | サン・ナンタンランド多目的グラウンド                                                        |
| テニス               | テニス                       | 和歌山市         | 和歌山市立つつじが丘テニスコート                                                            |
| ボート               | ボート                       | 滋賀県大津市     | 琵琶湖漕艇場                                                                                |
| ホッケー             | 成年男女                     | 紀美野町         | 紀美野町スポーツ公園多目的人工芝グラウンド                                                  |
| ホッケー             | 少年男女                     | 日高町           | マツゲンスポーツグラウンド                                                                  |
| ボクシング           | ボクシング                   | 田辺市           | 南紀スポーツセンター                                                                        |
| バレーボール         | 成年男女 少年男子            | 橋本市           | 県立橋本体育館・県立紀北工業高校体育館                                                      |
| バレーボール         | 少年女子                     | 御坊市           | 県立日高高校体育館・御坊市立体育館                                                          |
| 体操・新体操         | 体操・新体操                 | 和歌山市         | 和歌山ビッグホエール                                                                        |
| バスケットボール     | 成人男子 少年男女            | 和歌山市         | 和歌山ビッグホエール・和歌山ビッグウエーブ ノーリツアリーナ和歌山・和歌山市立河南総合体育館 |
| バスケットボール     | 成年女子                     | 海南市           | 海南市総合体育館                                                                            |
| レスリング           | レスリング                   | 那智勝浦町       | 那智勝浦町体育文化会館                                                                      |
| セーリング           | セーリング                   | 和歌山市         | 和歌山セーリングセンター                                                                    |
| ウェイトリフティング | ウェイトリフティング         | 和歌山市         | 片男波公園健康館                                                                            |
| ハンドボール         | 全種目                       | 和歌山市         | 和歌山ビッグホエール・県立和歌山工業高校体育館 和歌山市立河南総合体育館                     |
| ハンドボール         | 成年男子                     | 紀の川市         | 紀の川市打田体育館                                                                          |
| ハンドボール         | 成年女子                     | 岩出市           | 岩出市立体育館                                                                              |
| 自転車               | トラック                     | 和歌山市         | 和歌山競輪場                                                                                |
| 自転車               | ロード                       | 印南町           | 印南町黒潮フルーツライン特設ロードコース                                                    |
| ソフトテニス         | ソフトテニス                 | 白浜町           | 白浜町テニスコート                                                                          |
| 卓球                 | 卓球                         | 白浜町           | 白浜町立総合体育館・白浜会館                                                                |
| 軟式野球             | 成人男子                     | 有田市           | マツゲン有田球場                                                                            |
| 軟式野球             | 成人男子                     | 御坊市           | 御坊総合運動公園御坊市民野球場                                                              |
| 軟式野球             | 成人男子                     | 田辺市           | 田辺市立市民球場                                                                            |
| 軟式野球             | 成人男子                     | 湯浅町           | なぎの里球場                                                                                |
| 軟式野球             | 成人男子                     | みなべ町         | みなべ町千里ヶ丘球場                                                                        |
| 軟式野球             | 成人男子                     | 上富田町         | 上富田スポーツセンター野球場                                                                |
| 相撲                 | 相撲                         | 和歌山市         | 県営相撲競技場                                                                              |
| 馬術                 | 馬術                         | 兵庫県三木市     | 三木ホースランドパーク                                                                      |
| フェンシング         | フェンシング                 | 和歌山市         | 和歌山ビッグウエーブ                                                                        |
| 柔道                 | 柔道                         | 和歌山市         | 和歌山ビッグウエーブ                                                                        |
| ソフトボール         | 成年男女 少年男子            | 紀の川市         | 紀の川市粉河運動場 紀の川市貴志川スポーツ公園                                               |
| ソフトボール         | 少年女子                     | 橋本市           | 南馬場緑地広場                                                                              |
| バドミントン         | バドミントン                 | 岩出市           | 岩出市立市民総合体育館                                                                      |
| 弓道                 | 弓道                         | 田辺市           | 田辺市立弓道場                                                                              |
| ライフル射撃         | CPを除く全種目               | 海南市           | 和歌山県ライフル射撃場・県立貴志川高校体育館                                                |
| ライフル射撃         | CP（センタファイアピストル） | 和歌山市         | 和歌山県警察学校訓練場                                                                      |
| 剣道                 | 剣道                         | 那智勝浦町       | 那智勝浦町体育文化会館                                                                      |
| ラグビーフットボール | 少年男子                     | 上富田町         | 上富田スポーツセンター球技場・多目的グラウンドBコート                                       |
| ラグビーフットボール | 成年男子                     | 串本町           | サン・ナンタンランド多目的グラウンド                                                        |
| 山岳                 | リード                       | みなべ町         | 県立南部高校                                                                                |
| 山岳                 | ボルダリング                 | みなべ町         | みなべ町立上南部小学校体育館特設会場                                                        |
| カヌー               | カヌースプリント             | 日高川町         | 日高川町美山漕艇場                                                                          |
| カヌー               | スラローム・ワイルド         | 北山村           | 北山川特設コース                                                                            |
| アーチェリー         | アーチェリー                 | 日高川町         | 南山スポーツ公園陸上競技場                                                                  |
| 空手道               | 空手道                       | 白浜町           | 白浜町立総合体育館                                                                          |
| 銃剣道               | 銃剣道                       | 海南市           | 海南市総合体育館                                                                            |
| クレー射撃           | クレー射撃                   | 神奈川県伊勢原市 | 神奈川県立伊勢原射撃場                                                                      |
| なぎなた             | なぎなた                     | 九度山町         | 九度山文化スポーツセンター                                                                  |
| ボウリング           | ボウリング                   | 岩出市           | 紀の川ボウル                                                                                |
| ゴルフ               | 少年男子                     | かつらぎ町       | 紀伊高原ゴルフクラブ                                                                        |
| ゴルフ               | 成年男子                     | 印南町           | ラ・グレースゴルフ倶楽部和歌山コース                                                        |
| ゴルフ               | 女子                         | 印南町           | いなみカントリークラブフジ                                                                  |

特別競技
| 競技・種目名 | 競技・種目名 | 開催地   | 会場                       |
| ------------ | ------------ | -------- | -------------------------- |
| 高校野球     | 硬式         | 和歌山市 | 紀三井寺公園野球場         |
| 高校野球     | 軟式         | 新宮市   | くろしおスタジアム         |
| 高校野球     | 軟式         | 串本町   | サン・ナンタンランド野球場 |

公開競技
| 競技・種目名       | 競技・種目名       | 開催地   | 会場                       |
| ------------------ | ------------------ | -------- | -------------------------- |
| 綱引き             | 綱引き             | 紀の川市 | 紀の川市打田体育館         |
| ゲートボール       | ゲートボール       | 高野町   | 高野山森林公園スポーツ広場 |
| パワーリフティング | パワーリフティング | 広川町   | 広川町民体育館             |
| グラウンド・ゴルフ | グラウンド・ゴルフ | すさみ町 | すさみ町総合運動公園       |

デモンストレーションスポーツ
| 競技・種目名                     | 競技・種目名                     | 開催地         | 会場                                         |
| -------------------------------- | -------------------------------- | -------------- | -------------------------------------------- |
| 合気道                           | 合気道                           | 田辺市         | 紀南文化会館                                 |
| インディアカ                     | インディアカ                     | 田辺市         | 南紀スポーツセンター体育館                   |
| ウォーキング                     | ウォーキング                     | 古座川町       |                                              |
| ウォークラリー                   | ウォークラリー                   | 由良町・太地町 |                                              |
| エアロビック                     | エアロビック                     | 海南市         | 海南市総合体育館                             |
| オリエンテーリング               | オリエンテーリング               | かつらぎ町     | 県立紀北青少年の家                           |
| カローリング                     | カローリング                     | 海南市         | 海南市総合体育館                             |
| 近代3種                          | 近代3種                          | 有田市         | 箕島中学校                                   |
| キンボール                       | キンボール                       | 田辺市         | 南紀スポーツセンター体育館                   |
| ゲートゴルフ                     | ゲートゴルフ                     | 紀美野町       | 農村総合センターゲートゴルフ場               |
| 3B体操                           | 3B体操                           | 高野町         | 高野山中学校体育館                           |
| サーフィン                       | サーフィン                       | 和歌山市       | 磯ノ浦海水浴場                               |
| スポーツチャンバラ               | スポーツチャンバラ               | 有田川町       | 有田川町立藤並小学校体育館                   |
| スポーツ吹矢                     | スポーツ吹矢                     | 湯浅町         | 有田郡民体育館                               |
| ソフトバレーボール               | ソフトバレーボール               | 橋本市         | 県立橋本体育館                               |
| ティーボール                     | ティーボール                     | 有田市         | ふるさとの川総合公園                         |
| 庭球野球 TE-YA                   | 庭球野球 TE-YA                   | 橋本市         | 県立橋本体育館                               |
| 日本拳法                         | 日本拳法                         | 海南市         | 海南市拝待体育館                             |
| バウンドテニス                   | バウンドテニス                   | 海南市         | 海南市拝待体育館                             |
| パラグライダー・ハンググライダー | パラグライダー・ハンググライダー | 紀の川市       | 紀の川フライトパーク                         |
| パークゴルフ                     | パークゴルフ                     | 紀美野町       | のかみふれあい公園パークゴルフ場             |
| ビリヤード                       | ビリヤード                       | 紀の川市       | ブラックパール                               |
| ビーチラグビー                   | ビーチラグビー                   | 白浜町         | 白良浜海水浴場                               |
| ビーチボールバレー               | ビーチボールバレー               | 美浜町         | 美浜町体育センター 他                        |
| 武術太極拳                       | 武術太極拳                       | 海南市         | 海南市総合体育館                             |
| ペタンク                         | ペタンク                         | 紀の川市       | 紀の川市打田若もの広場                       |
| リレーション3                    | リレーション3                    | 有田川町       | 秋葉多目的スポーツ施設・明恵の里スポーツ公園 |

## 総合成績

### 天皇杯
- 1位 - 和歌山県
- 2位 - 東京都
- 3位 - 愛知県

### 皇后杯
- 1位 - 東京都
- 2位 - 和歌山県
- 3位 - 大阪府

## イメージソング
本大会
- 「明日へと」（作詞・作曲、ウインズ平阪）宮本恵梨菜（ウインズや坂本冬美バージョンもリリースされた）

## 参考
- 2015ぐんま冬国体
- 紀の国わかやま国体 公式サイト
- 競技別会場一覧